# FC Parkgrove
Der Football Club Parkgrove war ein schottischer Fußballverein aus Govan, einem Stadtteil von Glasgow, der von 1874 bis 1897 existierte.

## Geschichte
Der FC Parkgrove wurde im Jahr 1874 in Govan, im Südwestteil der schottischen Stadt Glasgow gegründet. Der Verein zeichnete sich dadurch aus, dass er zwei der frühesten bekannten schwarzen Fußballer in seinen Reihen hatte; Andrew Watson und Robert Walker. Während seiner Zeit bei Parkgrove wurde Watson der Sekretär des Vereins, was ihn auch zum ersten schwarzen in einer Führungsposition im Vereinsfußball machte. Parkgrove galt als weltoffene Mannschaft in der mit Thomas Britten, ein walisischer Nationalspieler und der aus Niederländisch-Indien stammende Tommy Marten spielten.
Größte Erfolge des Vereins waren in der Saison 1877/78 das Erreichen des Viertelfinales und 1879/80 die fünfte Runde des schottischen Pokals.
Viele Spieler des Vereins wechselten für die Saison 1880/81 zur neuen Mannschaft des FC Pilgrims aus dem gleichen Stadtteil, nachdem Parkgrove das Gelände im Trinidad Park verlassen hatte. Der Kinning Park, die Heimat der Glasgow Rangers lag zu dieser Zeit, als Parkgrove im Trinidad Park spielte ziemlich nahe. Die Rangers zogen 1887 in den Ibrox Park, direkt neben dem Trinidad-Gelände an die Stadtgrenze zu Govan.
Im August 1897 wurde der FC Parkgrove aufgelöst.
Ursprünglich spielte die Mannschaft in den Farben Rot und Blau, ab der Saison 1879/80 in weißen Trikots und blauen Hosen.

## Bekannte Spieler
- Thomas Britten
- Tommy Marten
- Robert Walker
- Andrew Watson